# Edita Adlerová
Edita Adlerová (* 27. srpna 1971 v Pardubicích) je česká operní pěvkyně – mezzosopranistka. Je držitelkou ceny Českého hudebního fondu.

## Život
Mezzosopranistka Edita Adlerová vystudovala Konzervatoř v Pardubicích u prof. Svatavy Šubrtové. V roce 1991 absolvovala s rolí Carmen v opeře Georgese Bizeta v Divadle Josefa Kajetána Tyla v Plzni a stala se tak nejmladší Carmen v historii české opery. Režisérka Tereza Kopáčová natočila dokumentární film Něco z Carmen, který zaznamenal její práci na této roli a byl uveden v České televizi.
Je nositelkou ceny Českého hudebního fondu za provedení hlavní role v opeře-oratoriu Večerní shromáždění Ivana Kurze.[kdy?] Toto dílo bylo natočeno pro Českou televizi.
Jako sólistka vystupovala v projektu Le Mistere de Noel v divadle Puy du Fou ve Francii.[kdy?]
Věnuje se převážně koncertní činnosti – zpívá sólové party oratorií s orchestry, účinkuje i v programech s komorním obsazením. Vytváří autorské moderované hudební projekty, jako například Carmen a Flamenco, Ave Maria nebo George Gershwin – muž, který neodešel. Společně se sopranistkou Annou Hlavenkovou založila soubor Canto Dolce, který se zaměřuje na barokní hudbu. Vystupuje na významných mezinárodních festivalech – Pražské jaro, Classique au large (Francie), Music festival Gorizia (Itálie), Smetanova Litomyšl, Struny podzimu, Třeboňská nokturna, Hudební festival L. van Beethovena aj. Jako sólistka vystupuje s českými i zahraničními orchestry a předními dirigenty – Serge Baudo, Petr Altrichter, Leonardo Martinez, Benjamin Ashkenazy, Charles Olivieri-Munroe, Jose Miguel Rodilla aj. v nejlepších koncertních sálech – Palau de la Música Catalana v Barceloně nebo KKL (Kulturní a kongresové centrum) v Luzernu aj. V komorních projektech permanentně spolupracuje s vynikajícími umělci – klavíristé Emmanuel Quiquemelle (Francie), Carl Petersson (Švédsko), Věra Müllerová nebo Adam Skoumal, sopranistka Gabriela Beňačková, varhaník Vladimír Roubal nebo kytarista Miroslav Žára. Spolupodílela se na několika CD, natočila dvě profilová. Její interpretaci mnohých hudebních děl mohli slyšet posluchači v Německu, Rakousku, Francii, Itálii, Polsku, Slovensku, Rumunsku, Moldávii, Lotyšsku, Gruzii, Řecku, Švýcarsku, Španělsku, Portugalsku, Maroku, Egyptě a Spojených arabských emirátech.
Pro množství získaných zkušeností a pro svou zálibu ve výuce své schopnosti zúročuje a předává studentům Konzervatoře Teplice a ve vlastním hudebním studiu VOICE & MUSIC v Praze.

## Dílo

### Nahrávky
- Michal Vích a Jaroslav Dušek: Opera La Serra, divadlo Archa (1994)
- Miloš Bok: Svatá Zdislava, soprán: Pavla Zobalová, tenor: Miloslav Pelikán, bas: Lukáš Krämer, dirigent: Miloš Bok (1998)
- Sychrovské varhany Antonína Dvořáka, varhany: Vladimír Roubal, trubka: Dimitar Penev Dimitrov, baryton: Petr Matuszek (2001)
- Alles im Fluss, ein Konzert für Prag, varhany: Jaroslav Tůma, flétna: Jiří Stivín, klavír: Emil Viklický, cimbál: Zuzana Lapčíková, Zürich (2002)
- Jaroslav Krček: Z kamení chléb – oratorium, Symfonie No 4 Desiderata, tenor: Richard Samek, mluvené slovo: Alfred Strejček, dirigent: Jaroslav Krček, Plzeňská filharmonie, Arco Diva (2009)
- Jaroslav Krček: Ten, který jest – oratorium, baryton: Roman Janál, dirigent: Jaroslav Krček, Plzeňská filharmonie, Pražský filharmonický sbor, Arco Diva (2012)
- Ladino Concert The Jewish Soul, klarinet: Izrael Zohar, dirigent: Benjamin Ashkenazy, Filharmonie Hradec Králové (2012)
- Ave Maria: Edita Adlerová, klavír Tomáš Hála (2013)
- Antonín Dvořák: Moravské dvojzpěvy, soprán: Anna Hlavenková, orchestrální úprava a dirigent: Jaroslav Krček, Jihočeská filharmonie, světová premiéra, Canto Dolce (2014)
- George Gershwin: Muž, který neodešel, akordeon a aranže Petr Vacek (2014)
- G. F. Händel: Mesiáš, soprán: Anna Hlavenková, tenor: Jaroslav Březina, bas: Ivo Hrachovec, dirigent: Jaroslav Krček, Musica Bohemica (2018)